# Сплюшка магейська
Сплюшка магейська (Otus insularis) — вид совоподібних птахів родини совових (Strigidae). Ендемік Сейшельських Островів.

## Опис
Довжина птаха становить 19-22 см, довжина крила становить 17 см. Забарвлення переважно рудувато-коричневе, пера мають чорні стрижні. Лицевий диск і нижня частина тіла рудуваті. На голові невеликі пір'яні "вуха". Очі великі, золотисто-жовті або оранжево-червоні, лапи довгі, неоперені, сірі. Голос — гучне, хрипле угукання «во-во». 

## Поширення і екологія
Магейські сплюшки є ендеміками острова Мае в архіпелазі Сейшельських островів. Вони живуть у вологих і хмарних тропічних лісах, в садах і на плантаціях, на висоті від 100 до 700 м над рівнем моря. Живляться ящірками, деревними жабками і комахами.

## Збереження
У 1880 році магейські сплюшки мешкали також на островах Силует і Праслен. Внаслідок знищення природного середовища і хижацтва з боку інтродукованих щурів і кішок, популяція виду скоротилася настільки різко, що у 1906 році вид був визнаний вимерлим. У 1959 році вид був повторно відкритий на острові Мае французьким натуралістом Філіппом Лусто-Лаланном в хмарному лісі на висоті 200 м над рівнем моря. В 1999 році було знайдено перше гніздо птаха, у 2000 році була зроблена перша інфрачервона фотографія самиці з пташеням. Станом на 2022 рік МСОП класифікує магейську сплюшку як такий вид, що перебуває на межі зникнення. За оцінками дослідників, їх популяція становить від 200 до 280 дорослих птахів.

## Галерея

Поштові марки із зображенням магейської сплюшки
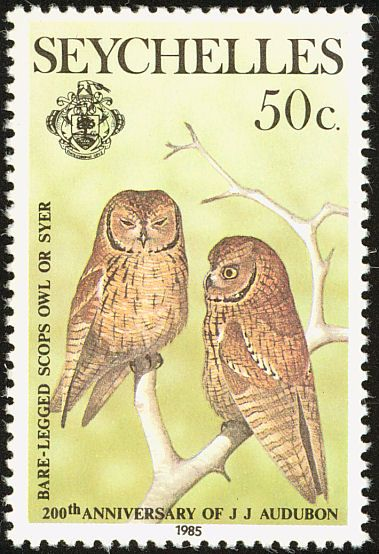
1985 (два птаха на гілці)
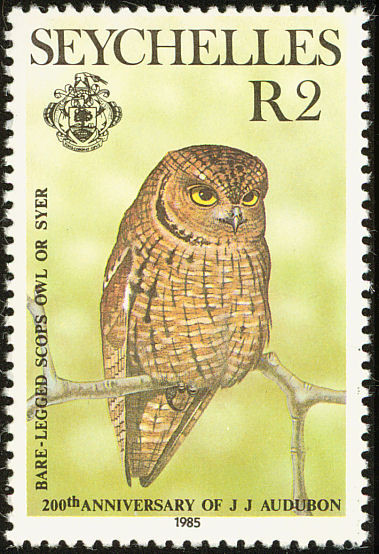
1985 (один птах на гілці)
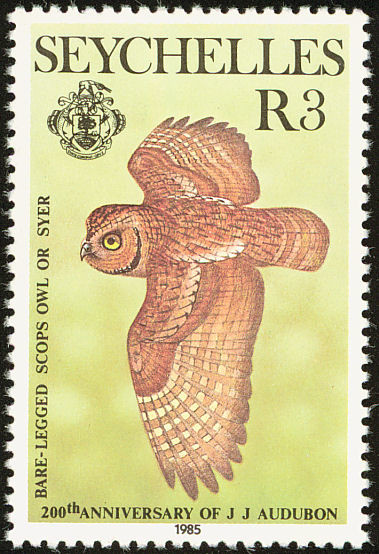
1985 (птах в польоті)
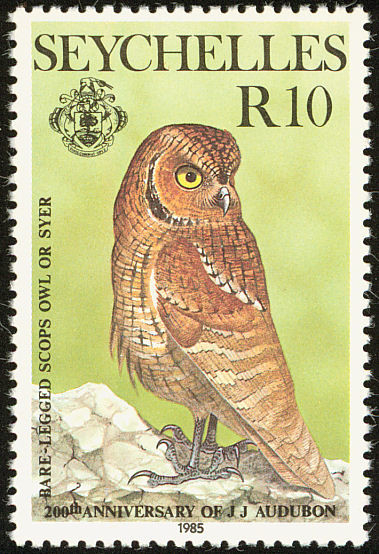
1985 (птах на скелі)
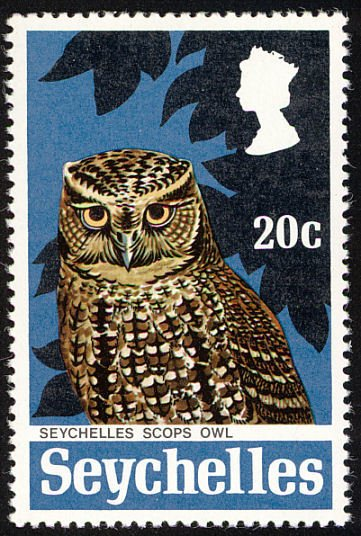
Марка 1972 року